# English Opera Group
Pour les articles homonymes, voir EOG.
L'English Opera Group (EOG) était une petite compagnie lyrique britannique, fondée en 1947 par le compositeur Benjamin Britten avec l'intention de présenter ses œuvres et celles d'autres compositeurs (surtout britanniques). En 1980, la compagnie se dissout.

## Anciens membres de la compagnie
| - Janet Baker - James Bowman - Owen Brannigan - Joan Cross - Eric Crozier | - Kathleen Ferrier - Sylvia Fisher - Colin Graham - Heather Harper - Benjamin Luxon | - Norman Lumsden - Peter Pears - John Shirley-Quirk - Robert Tear - Jennifer Vyvyan |